# بزماهی زین‌طلایی
بزماهی زین‌طلایی (نام علمی: Parupeneus cyclostomus) نام یک گونه از تیره بزماهیان است.

## نگارخانه

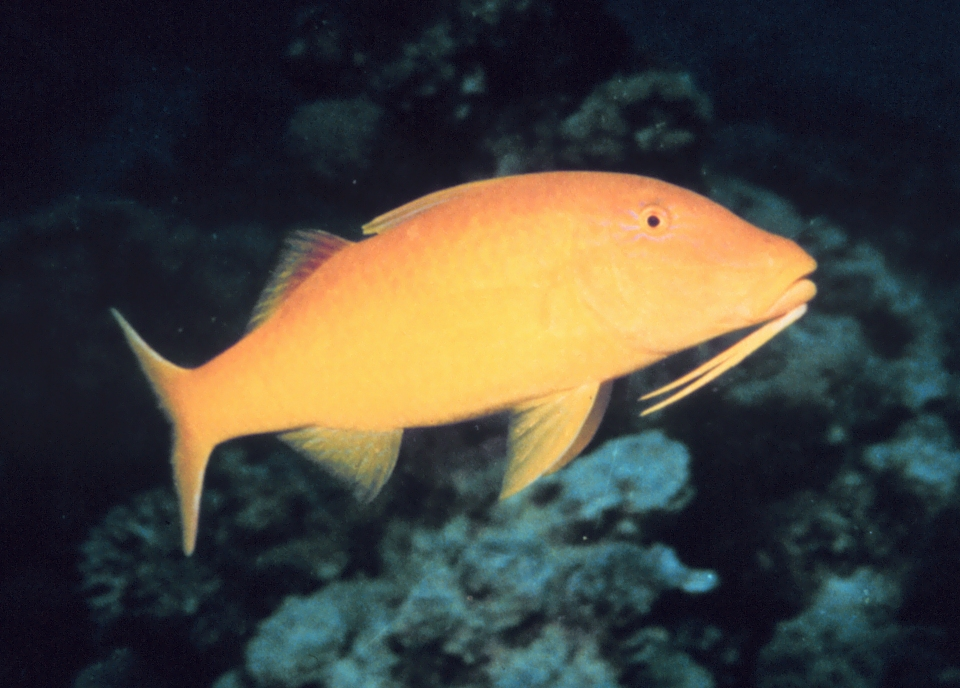